# Alí Ávila
Alí Ávila Vega (Ahome, 23 settembre 2003) è un calciatore messicano, attaccante del Querétaro.

## Carriera

### Club
È cresciuto nel settore giovanile del Monterrey, che lo ha assegnato al Raya2 nel 2021. Ha esordito in Liga de Expansión MX il 9 agosto 2021 nell'incontro perso 2-1 contro l'Atlante ed ha segnato il suo primo gol il 17 agosto dell'anno successivo, contro il Venados. Il 21 maggio 2023 ha debuttato in prima squadra nell'incontro di Liga MX perso 1-0 contro il Tigres UANL.
Il 1º febbraio 2024 è passato in prestito al Pumas UNAM e dieci giorni dopo ha segnato i suoi primi gol in massima divisione realizzando una doppietta contro il Puebla.

### Nazionale
Nel 2019 ha partecipato con la nazionale Under-17 messicana al campionato mondiale di categoria, perso in finale contro il Brasile. Successivamente ha militato anche nell'Under-18, nell'Under-20 e nell'Under-23, con cui nell'estate del 2023 ha vinto la medaglia d'oro ai XXIV Giochi centramericani e caraibici.

## Statistiche

### Presenze e reti nei club
Statistiche aggiornate al 4 marzo 2025.
| Stagione         | Squadra          | Campionato       | Campionato | Campionato | Coppe nazionali | Coppe nazionali | Coppe nazionali | Coppe continentali | Coppe continentali | Coppe continentali | Altre coppe | Altre coppe | Altre coppe | Totale | Totale | Totale |
| Stagione         | Squadra          | Comp             | Pres       | Reti       | Comp            | Pres            | Reti            | Comp               | Pres               | Reti               | Comp        | Pres        | Reti        | Pres   | Reti   |        |
| ---------------- | ---------------- | ---------------- | ---------- | ---------- | --------------- | --------------- | --------------- | ------------------ | ------------------ | ------------------ | ----------- | ----------- | ----------- | ------ | ------ | ------ |
| 2021-2022        | Raya2            | EMX              | 1          | 0          | -               | -               | -               | -                  | -                  | -                  | -           | -           | -           | 1      | 0      |        |
| 2022-2023        | Raya2            | EMX              | 30         | 6          | -               | -               | -               | -                  | -                  | -                  | -           | -           | -           | 30     | 6      |        |
| Totale Raya2     | Totale Raya2     | Totale Raya2     | 31         | 6          |                 | -               | -               |                    | -                  | -                  |             | -           | -           | 31     | 6      |        |
| 2022-2023        | Monterrey        | LMX              | 1          | 0          | -               | -               | -               | -                  | -                  | -                  | -           | -           | -           | 1      | 0      |        |
| 2023-gen. 2024   | Monterrey        | LMX              | 5          | 0          | -               | -               | -               | -                  | -                  | -                  | LC          | 5           | 0           | 10     | 0      |        |
| Totale Monterrey | Totale Monterrey | Totale Monterrey | 6          | 0          |                 | -               | -               |                    | 0                  | 0                  |             | 5           | 0           | 11     | 0      |        |
| gen.-giu. 2024   | Pumas UNAM       | LMX              | 6          | 2          | -               | -               | -               | -                  | -                  | -                  | LC          | 0           | 0           | 6      | 2      |        |
| 2024-2025        | Pumas UNAM       | LMX              | 13         | 0          | -               | -               | -               | CCC                | 2                  | 0                  | LC          | 2           | 1           | 17     | 0      |        |
| Totale carriera  | Totale carriera  | Totale carriera  | 56         | 8          |                 | -               | -               |                    | 2                  | 0                  |             | 7           | 1           | 65     | 9      |        |

## Palmarès

### Nazionale
- Giochi centramericani e caraibici: 1

San Salvador 2023